# Congregación de las Hermanas Celadoras del Culto Eucarístico
La Congregación de las Hermanas Celadoras del Culto Eucarístico fue una congregación religiosa femenina católica fundada en 1902 por iniciativa del sacerdote canónigo de la catedral de Mallorca Miguel Maura Montaner, hermano del político conservador Antonio Maura.
Las religiosas de esta congregación se dedicaban a la oración y a la elaboración de formas destinadas a la celebración de la Eucaristía.
Debido a la falta de vocaciones y a la elevada edad de las religiosas la congregación de las Hermanas Celadoras del Culto Eucarístico se fusionó  con las Misioneras del Santísimo Sacramento y María Inmaculada. El correspondiente decreto de la Santa Sede fue ejecutado el 11 de abril de 2010.
De esta Congregación de las Hermanas Celadoras del Culto Eucarístico fue miembro la beata María de los Ángeles Ginard Martí, asesinada durante la guerra civil española en Madrid.